# Hrabstwo New London

Piramida wieku hrabstwa

Hrabstwo New London (ang. New London County) to hrabstwo w stanie Connecticut w Stanach Zjednoczonych. Hrabstwo zajmuje powierzchnię 1 998,59 km². Według szacunków US Census Bureau w roku 2006 miało 263 293 mieszkańców.

## Miejscowości
| - Bozrah - Colchester - East Lyme - Franklin - Griswold - Groton | - Lebanon - Ledyard - Lisbon - Lyme - Montville | - North Stonington - New London - Norwich - Old Lyme - Preston | - Salem - Sprague - Stonington - Voluntown - Waterford |

## CDP
- Conning Towers Nautilus Park
- Long Hill
- Mystic
- Niantic
- Noank
- Poquonock Bridge
- Pawcatuck
- Old Mystic
- Oxoboxo River